# 海江田順三郎
海江田 順三郎（かいえだ じゅんさぶろう、1928年 - 2025年5月5日）は、日本の実業家。高島屋開発社長、相談役、鹿児島市教育委員長、鹿児島県日中友好協会会長、名誉会長等を歴任。

## 経歴
鹿児島県鹿児島市出身。旧制の鹿児島商業学校（現鹿児島商業高等学校）から転校して、鹿児島県立第二鹿児島中学校（現鹿児島県立甲南高等学校）に入り1947年卒業。旧制中学生時代の1945年1月から勤労動員され、第4学年に進級した4月には長崎県佐世保市の海軍工廠へ動員される。1945年6月に陸軍航空士官学校入校の二次試験を受け（敗戦により学校解散のため入校せず）、熊本市（熊本陸軍幼年学校）が試験会場だったため、佐世保市にすぐ戻らず鹿児島市潮見町（汐見町）朝日通りの実家に帰省したところ、6月17日夜の鹿児島大空襲に遭遇する。勤労動員先の佐世保海軍工廠に戻り、6月28日夜に佐世保大空襲に遭遇。大空襲の経験から、後年に戦争体験や平和への思いを語り継いだ。
1950年旧制第七高等学校（現鹿児島大学）文科卒業。1953年に京都大学経済学部を卒業し、鹿児島市にて兄弟3人で倉庫業を営んでいたが、鹿児島市の百貨店「大見高島屋」（高島屋開発の前身）の創業・経営一族である犬伏家との縁談を受ける。1956年東京銀座の松屋入社を経て、1959年に大見高島屋へ入社して経営陣に加わる。大見高島屋の第二営業部長、常務、専務、1976年の商号変更により高島屋開発の専務、副社長を歴任。1993年に義兄犬伏康夫の後任として高島屋開発株式会社代表取締役社長に就任し、2007年まで務める。ファッションビル「タカプラ」の運営に尽力し、天文館地区の発展に貢献した。また、鹿児島県都市計画地方審議会会長や鹿児島経済同友会副代表幹事も務めた。晩年、高島屋開発相談役。
1986年6月から1998年6月まで鹿児島市教育委員会委員を務め、そのうち1987年から1996年は市教育委員長の任にあった。また、1982年に鹿児島市と中国長沙市が友好都市を結ぶ橋渡し役となり、2005年9月には鹿児島県日中友好協会を立ち上げて会長を務め、長年にわたって日中の交流に尽力。国際交流の推進をはじめ様々な分野において鹿児島市勢の発展に大きく貢献したとして、2017年11月に鹿児島市民表彰を受ける。2024年6月、会長を退いて鹿児島県日中友好協会名誉会長となる。
2025年5月5日午前10時17分、肺炎のため鹿児島市内の病院で死去。97歳没。2021年に亡くなった半導体工学者の赤崎勇とは第二鹿児島中学校の同級生で、生涯親交が深かった。